# 陈景犀
陈景犀（？—？），慈溪人，清朝政治人物。
陈景犀曾于光绪年间接替刘辉光任兴化府知府一职，光绪二十八年由王贵接任。